# Cătălin Munteanu
Cătălin Constantin Munteanu (n. 26 ianuarie 1979, București) este un fotbalist român retras din activitate.